# 王應麟 (萬曆進士)
王應麟（？—1621年），字仁卿，號玉沙，福建漳州府龍溪縣人，民籍，明朝政治人物。

## 生平
萬曆四年（1576年）丙子科福建鄉試第五十九名，萬曆八年（1580年）庚辰科會試第七十二名，登三甲第二百名進士。大理寺觀政，九年初授溧阳县知县，十四年升官南雄府同知，二十年升鎮江府知府，二十六年升浙江副使，二十九年升四川右参政，三十一年（1603年）四月赐升四川按察使，三十五年六月升右布政使，三十九年改江西左布政使，四十一年四月升顺天府府尹，四十三年正月升都察院右副都御史、总理粮储提督军务兼巡抚应天地方。天啓元年（1621年）卒于官，賜祭葬。

## 家族
曾祖王先宗；祖父王質安；父王榮貴。母黃氏。